# Laura Knight
Laura Knight (nascida Johnson; 4 de Agosto de 1877 - 7 de Julho de 1970) foi uma artista inglesa que trabalhou com o óleo, aguarela, água-forte, gravura e ponta seca. Knight foi uma pintora da tradição figurativa e realista, que abraçou o impressionismo inglês. Na sua longa carreira, esteve entre os pintores mais populares e bem-sucedidos da Grã-Bretanha. O seu sucesso no meio artístico britânico, então dominado pelos homens, abriu caminho para um maior estatuto e reconhecimento para as mulheres artistas. Foi casada com o também pintor Harold Knight.
Em 1929, foi nomeada Dama da Ordem do Império Britânico, e em 1936 tornou-se a terceira mulher eleita como membro de pleno direito da Royal Academy. Foi a primeira pintora inglesa a realizar um nu feminino com o seu Auto-retrato com Nu (1913). A sua grande exposição retrospectiva na Royal Academy em 1965 foi a primeira feita para uma mulher. Knight era conhecida por pintar no mundo do teatro e do bailado em Londres, e pelo seu trabalho como artista oficial de guerra durante a Segunda Guerra Mundial. Também se interessou e inspirou em particular por comunidades e indivíduos marginalizados, incluindo ciganos e artistas de circo.